# نی مردابی
نی مردابی(نام علمی: Cyperus papyrus) نام یک گونه از تیره جگنیان است.